# Nethaneel Mitchell-Blake
Nethaneel Mitchell-Blake (ur. 2 kwietnia 1994 w Londynie) – brytyjski lekkoatleta specjalizujący się w biegach sprinterskich.
Posiada także obywatelstwo jamajskie.
Złoty medalista biegu na 200 metrów podczas mistrzostw Europy juniorów w Rieti (2013). W 2017 startował na mistrzostwach świata w Londynie podczas których zdobył złoto w sztafecie 4 × 100 metrów, a indywidualnie był czwarty w finale biegu na 200 metrów. W 2018 zdobył złoto i srebro na mistrzostwach Europy w Berlinie. W 2019 sięgnął po srebro w sztafecie 4 × 100 metrów podczas mistrzostw świata w Dosze. W 2021 wszedł w skład brytyjskiej sztafety 4 × 100 metrów, która zdobyła srebrny medal igrzysk olimpijskich w Tokio (później im odebrany z powodu wykrycia dopingu u Ujaha).
Złoty medalista mistrzostw Wielkiej Brytanii.
Stawał na podium mistrzostw NCAA.

## Osiągnięcia
| Rok  | Impreza                               | Miejsce        | Konkurencja        | Lokata     | Wynik         | Reprezentacja |
| ---- | ------------------------------------- | -------------- | ------------------ | ---------- | ------------- | ------------- |
| 2011 | Mistrzostwa świata juniorów młodszych | Lille          | bieg na 200 m      | półfinał   | 21,61         | GBR           |
| 2013 | Mistrzostwa Europy juniorów           | Rieti          | bieg na 200 m      | 1. miejsce | 20,62         | GBR           |
| 2013 | Mistrzostwa Europy juniorów           | Rieti          | sztafeta 4 × 100 m | 5. miejsce | 40,09         | GBR           |
| 2016 | Mistrzostwa Europy                    | Amsterdam      | bieg na 200 m      | 5. miejsce | 20,60         | GBR           |
| 2016 | Igrzyska olimpijskie                  | Rio de Janeiro | bieg na 200 m      | półfinał   | 20,25         | GBR           |
| 2017 | Mistrzostwa świata                    | Londyn         | bieg na 200 m      | 4. miejsce | 20,24         | GBR           |
| 2017 | Mistrzostwa świata                    | Londyn         | sztafeta 4 × 100 m | 1. miejsce | 37,47         | GBR           |
| 2018 | Mistrzostwa Europy                    | Berlin         | bieg na 200 m      | 2. miejsce | 20,04         | GBR           |
| 2018 | Mistrzostwa Europy                    | Berlin         | sztafeta 4 × 100 m | 1. miejsce | 37,80 (elim.) | GBR           |
| 2019 | Mistrzostwa świata                    | Doha           | sztafeta 4 × 100 m | 2. miejsce | 37,36         | GBR           |
| 2021 | Igrzyska olimpijskie                  | Tokio          | bieg na 200 m      | eliminacje | 20,56         | GBR           |
| 2021 | Igrzyska olimpijskie                  | Tokio          | sztafeta 4 × 100 m | 2. miejsce | 37,51         | GBR           |
| 2022 | Mistrzostwa świata                    | Eugene         | bieg na 200 m      | półfinał   | 20,30         | GBR           |
| 2022 | Mistrzostwa świata                    | Eugene         | sztafeta 4 × 100 m | 3. miejsce | 37,83         | GBR           |
| 2022 | Igrzyska Wspólnoty Narodów            | Birmingham     | bieg na 100 m      | 8. miejsce | 11,10         | ENG           |
| 2022 | Igrzyska Wspólnoty Narodów            | Birmingham     | sztafeta 4 × 100 m | 1. miejsce | 38,35         | ENG           |
| 2022 | Mistrzostwa Europy                    | Monachium      | sztafeta 4 × 100 m | 1. miejsce | 37,67         | GBR           |
| 2022 | Mistrzostwa Europy                    | Monachium      | bieg na 200 m      | 2. miejsce | 20,17         | GBR           |
| 2024 | World Athletics Relays                | Nassau         | sztafeta 4 × 100 m | 5. miejsce | 38,45         | GBR           |
| 2024 | Igrzyska olimpijskie                  | Paryż          | sztafeta 4 × 100 m | 3. miejsce | 37,61         | GBR           |
| 2025 | World Athletics Relays                | Kanton         | sztafeta 4 × 100 m | –          | DNF           | GBR           |

## Rekordy życiowe
- Bieg na 60 metrów (hala) – 6,65 (2016, 2017, 2025)
- Bieg na 100 metrów – 9,99 (2017) / 9,98w (2022)
- Bieg na 200 metrów (stadion) – 19,95 (2016) rekord Wielkiej Brytanii młodzieżowców
- Bieg na 200 metrów (hala) – 20,49 (2017)

W 2019 Mitchell-Blake na ostatniej zmianie w sztafecie 4 × 100 metrów ustanowił czasem 37,36 aktualny rekord Europy.